# 比爾卡 (別廖茲諾區)
50°56′28″N 26°44′54″E / 50.94111°N 26.74833°E
比爾卡（烏克蘭語：Білка），是烏克蘭西北部的村莊，隸屬里夫內州的里夫內區。該村始建於1600年，面積1.07平方公里，海拔高度176米，2001年人口1,055，人口密度每平方公里988.8人。